# Павленко Юрій Віталійович
Павленко Юрій Віталійович (07.03.1957, Київ – 05.09.2012, Київ) – філософ, історик, культуролог, поет, доктор філософських наук,  професор, лауреат премії ім. М.І. Тугана-Барановського НАН  України 1999 р. (спільно з с Ю.М. Пахомовим і С.Б. Кримським).

## Біографія
Після закінчення філософського факультету Київського державного  університету ім. Тараса Шевченка (1979) працював на різних посадах у відділі теорії та методології археології Інституту археології АН УРСР (старший лаборант, молодший науковий співробітник, науковий співробітник, старший науковий співробітник). Тут він захистив дисертацію на ступінь кандидата історичних наук, брав участь у археологічних експедиціях під Нікополем, Мелітополем, у Києві,  Херсонесі, Бєлгород-Дністровському, Суботові. У 1989–1991 рр. знаходився в науковому відрядженні в Середній Азії (Таджикистан, Узбекистан, Казахстан).
У 1992–1993 рр.  – доцент кафедри культури та суспільних наук Української академії мистецтв. 
З 1994 р. – провідний науковий співробітник, а з 2005 р. – головний науковий співробітник відділу глобальних систем сучасної цивілізації Інституту світової економіки та міжнародних відносин НАН України, де в 1995 р.  захистив дисертацію на ступінь доктора філософських наук; у 2007 р. йому присвоєно звання професора.
Паралельно працював з 2000 р. провідним науковим співробітником відділу історії науки Центру досліджень науково-технічного потенціалу та історії науки ім. Г.М. Доброва НАН України (де був також членом спецради з історії науки і техніки), а  потім – відділу економічної  теорії Інституту економіки та прогнозування НАН України (з 2007 р.). Викладав також у Національному педагогічному університеті ім.М.П. Драгоманова, Київському національному університеті ім. Тараса Шевченка, Києво-Могилянській академії.

## Наукові праці
Праці (близько 500) присвячено філософії історії, теоретичній археології, теорії етносу та етнонаціональному розвитку людства, теорії становлення цивілізації та світового цивілізаційного процесу, релігієзнавству, всесвітній історії, історії Києва та України, історії та філософії науки.
У праці «Раннеклассовые общества (генезис и пути развития)» (1989) розкрив риси формування цих суспільств на території України, запропонував авторську періодизаційну схему історії. 
У 1994 р. опублікував працю  «Передісторія давніх русів у світовому контексті», присвячену давній історії населення території України з розглядом питань походження індоєвропейських народів та безпосередньо слов’ян, формування ранніх державних систем на території України в скіфо-античний і анто-полянський періоди. Підняті проблеми розглядалися в контексті світового розвитку людства; згодом цей глобальний контекст  переріс у Ю.В. Павленка в дослідження світового цивілізаційного процесу. 
З початку 90-х років вивчав історію науки України. У колективних працях «Рання історія Академії наук України. 1918–1921» (1993), «Дело УФТИ.  1935–1938» (1998), «Історія Національної академії наук України в суспільно-політичному контексті. 1918–1998»  (2000),   «Природознавство  в Україні  до початку  ХХ  ст. в  історичному, культурному та освітньому контекстах» (2001) Ю.В. Павленкові належала суспільно-політична та  культурна складова. Низка праць стосується  біографістики, зокрема, у біографічному словнику «Кияни» (2004) він написав нариси про багатьох діячів Києва. Зацікавившись особистістю гетьмана П.П. Скоропадського у процесі роботи над ранньою історією Академії наук, Ю.В. Павленко задумав написати про нього біографічний нарис, який переріс у дослідження «Українська державність у 1917–1919 рр. (історико-генетичний аналіз)» (1995).
Ю.В. Павленко розвинув теорію етносу, принципи стадійності, поліваріантності та дискретності цивілізаційного процесу, реконструював цивілізаційну структуру людства, що знайшло вираження в його широковідомій монографії «История мировой цивилизации. Философский анализ» (2002). Теоретичні положення автора було конкретизовано при дослідженні формування та розвитку індоєвропейського суспільства та окремих його гілок, передусім слов’ян та індо-іранців (аріїв), зокрема, в монографії «Праславяне и арии. Древнейшая история индоевропейских племен (2000).
У книзі «Нарис історії Києва» (2003) Ю.В. Павленко реконструював історію розвитку міста та культури його жителів від давніх часів до сучасності, зокрема, розкрив передісторію, формування та розвиток Києва в тісному зв’язку соціально-економічних і соціокультурних процесів з подіями загальної історії.
У 2006–2008 рр. під редакцією Ю.Н. Пахомова та Ю.В. Павленка вийшло у світ фундаментальне дослідження «Цивилизационная структура современного мира» у 3-х томах, 4-х книгах, у якому Ю.В. Павленку належить багато текстів у всіх книгах.
Професор Ю.В. Павленко – автор також двох поетичних збірок:  «Исповедь подпольного человека» (2004) та «Голоса  теней» (2005).